# Juan Cobos Wilkins
Juan Cobos Wilkins (Minas de Riotinto, Huelva, 1957) és un poeta i escriptor espanyol.

## Biografia
Es va llicenciar en Ciències de la Informació per la facultat de Ciències de la Informació de Madrid. Va ser el creador de la Fundació Juan Ramón Jiménez i també director de la Casa-Museu del poeta en Moguer, els quals va deixar en 1995 per a dedicar-se plenament a la literatura, canviant la seva residència a Madrid.
És crític d'El País, en el seu suplement cultural Babelia, i de la revista Túria. A més dirigeix la revista de literatura i art Con Dados de Niebla, i la Col·lecció de poesia Juan Ramón Jiménez. Va ser corresponsal a Andalusia de la revista El Público i va escriure guions radiofònics per a programes de la Cadena Ser i Radio Nacional de España, com El loco de la colina.
Ha publicat poesia, teatre i prosa, ha estat traduït a diversos idiomes i ha estat inclòs en nombroses antologies i estudis de literatura espanyola contemporània. En 2006 va prestar la seva veu per a narrar els fets del «any dels tirs» en el radiodocumental Ríotinto, la memòria de les entranyes de la terra, del periodista Juan Carlos León Brázquez, a qui se li va atorgar per això el Premi Andalusia de Periodisme.
L'any 2007 el director de Huelva Antonio Cuadri va adaptar per al cinema el seu llibre El cor de la terra. Aquest mateix any va ser nomenat fill predilecte de la seva localitat natal.

## Publicacions
La major part de la seva trajectòria literària l'ha dedicat a la producció poètica, si bé la seva obra publicada recull una gran varietat de gèneres literaris:

### Poesia
- El jardí mullat. Sevilla: Dendrónoma, 1981.
- Mirall de prínceps rebels. Màlaga: Diputació Provincial, 1989
- Diari d'un poeta Tartesso. Huelva: Diputació Provincial, 1990
- El suïcidi com una de les belles arts. Màlaga: Rafael Inglada, 1990. Reeditat a Sevilla : Padilla Libros, 2001, en la sèrie "El sobre filat"
- La imaginació pervertida. Barcelona: Icària, 1992
- Les fulles de l'encantament. Ponferrada: Ajuntament, 1993. Quaderns de la Vall del Silenci
- Monòleg d'una nena amb nina. Huelva: Diputació Provincial, 1995
- Flama de clausura. Madrid: Visor Llibres, 1997
- Escriptura o paradís. Madrid: Calambur, 1998
- A un déu desconegut: (poemes 1981-1999). Huelva: La veu de Huelva, 1999
- Biografia impura. Sevilla: Fundació José Manuel Lara, Vandalia de Poesia, 2009.
- Per a quin la poesia. Madrid: Plaza & Janés. XVI premi de poesia Ciutat de Torrevella 2011.
- El món s'esfondra i tu escrius poemes. Sevilla: Fundació José Manuel Lara, Vandalia de Poesia, 2016.
- On els àngels se suïciden. Sevilla: Edicions de l'Illa de Siltolá, 2018.
- Matar Poetes. Sevilla: Fundació José Manuel Lara, Vandalia de Poesia, 2019.

### Novel·la
- Escrito en Irene. Còrdova: Impr. Sant Pau, 1985. Quaderns de Albenda, 2 (relats).
- Luchino Visconti pasea por Riotinto. Gibraleón: Les Edicions de Olont, 1988 (relat).
- Los dioses extranjeros: guion literario de la película. Huelva: CECA, 1989 (guió cinematogràfic).
- Último tren a la luna. Huelva: Delegació Provincial de Cultura, Diputació Provincial, 2000 (relat).
- El cor de la terra. Barcelona: Plaza & Janés, 2001. (Editada també per Mondadori en Debolsillo, 2002 i 2003). Una novel·la amb atmosfera poètica que reflecteix la relació de les persones amb les forces tel·lúriques.
- Mientras tuvimos alas. Barcelona: Plaza & Janés, 2003 (novel·la).
- Sombras del cielo. Granada: Ideal, 2003 (novel·la).
- Siete parejas y un solitario.Madrid: Plaza & Janés, 2005. Reuneix una selecció de relats escrits per l'autor en els últims vint-i-cinc anys, de 1980 a 2004, abastant temes i registres literaris molt diferents.
- La Huelva Británica. Sevilla: Fundació José Manuel Lara, 2005. Col·lecció: “Ciudades andaluzas en la historia” a Andalucía Abierta.
- El mar invisible. Barcelona: Plaza & Janés, 2007.[3]
- La soledad del azar. Còrdova: Editorial Almuzara, 2011 (relats).
- Pan y cielo. Sevilla: L'Illa de Sistolá, 2015 (novel·la).

### Biografia
Álbum de Federico García Lorca. Madrid: Alianza Editorial, 1998

## Premis
Traduït a diversos idiomes, i inclòs en nombroses antologies i estudis de literatura espanyola contemporània, ha estat guardonat amb diferents premis:
- Institut de la Cinematografia i de les Arts Audiovisuals (guions cinematogràfics)
- Premi "José María Morón" pel seu relat Luchino Visconti pasea por Riotinto, escrit en 1980[5]
- Premi "Jaime Gil de Biedma" en la seva VII edició de 1997, concedit al seu llibre“Llama de clausura”, editat per Visor de Madrid[6]
- "Escritura o paraíso" (1998) va ser premiada amb Ayuda a la creación literaria de l'Institut d'Estudis Turolenses
- Premi “Relatos cortos de la ciudad de Huelva” (2000), con “Último tren a la luna” que tracta dels últims dies de Federico García Lorca[7]
- L'Ajuntament de Huelva li ha concedit la Medalla de las Artes de la ciudad (Medalla a las Letras l'any 2005).[8][9]
- Finalista Premi de Novel·la Ciutat de Torrevella 2007 amb "La mar invisible"[10]